# Quân vương hậu
Quân vương hậu (chữ Hán: 君王后; ? - 249 TCN), họ Hậu (后姓), là Vương hậu của Tề Tương vương Điền Pháp Chương, mẹ của Tề vương Kiến, lần lượt là các quân chủ thứ 7 và cuối cùng của nhà nước Điền Tề thời cuối Chiến Quốc.

## Tiểu sử
Quân vương hậu là người họ Hậu, con gái Thái sử Kiểu (太史敫), một người định cư ở nước Cử. Tề Mẫn vương mất nước do trận chiến của Nhạc Nghị, Thái tử Điền Pháp Chương phải lánh sang nước Cử trú nạn, thay tên đổi họ, giả làm người làm vườn trong dinh thự của Thái sử Kiểu. Chiến Quốc sách ghi lại, khi Điền Pháp Chương đóng giả người làm vườn trong nhà mình, Quân vương hậu đã phát hiện thân phận của ông thông qua dáng điệu và cử chỉ, bèn muốn gả cho ông.
Trong khi Thái sử Kiểu kiên quyết phản đối, bà vẫn lén kết hôn với Điền Pháp Chương. Cả hai có một đứa bé, là Điền Kiến. Hành động này bị xem là đáng khinh vào thời điểm ấy. Đến khi tướng Điền Đan phá được quân nước Yên, sai người đến đón Điền Pháp Chương tôn lên ngôi Vương, thì Quân vương hậu cùng Điền Kiến đi theo ông. Thái sử Kiểu, quá mất mặt về đứa con gái của mình, đã mắng:"Con gái ai lại không qua lời mai mối, tự mình gả cho người khác. Kẻ làm mất mặt dòng dõi thế này không phải là con gái ta!" (Nguyên văn: 女不取媒因自嫁，非吾种也，污吾世。).
Bởi vì sự đặc thù của dòng họ, không thể gọi bà là [Hậu hậu], nên người đời gọi bà là [Quân vương hậu]. Cũng như khá nhiều Vương hậu thời Tiên Tần, Quân vương hậu có thể dự chính sự, phụ tá Tề vương. Đến khi Điền Pháp Chương ly thế vào năm 265 TCN, bà vẫn hiệp trợ con trai Điền Kiến, trong tầm 40 chấp chính, nước Tề luôn mực thái bình. Chủ trương của bà với nước Tần là e dè, nhưng với 5 nước còn lại phi thường tín nhiệm, cho nên 40 năm dưới thời kì phụ chính của Quân vương hậu, là 40 năm yên bình nhất của nước Tề trong khi đại cuộc đang rối loạn bên ngoài.
Về thành tựu này của Quân vương hậu, nhiều ý kiến cũng bình phẩm khác nhau. Tô Đông Pha tán thưởng Quân vương hậu, nêu rõ 40 năm hòa bình dưới thời trị vì của bà là một đại phúc phận cho nước Tề. Tuy nhiên, Hà Cảnh Minh (何景明) nhận thấy 40 năm hoà bình kỳ thật là do Ngữ quốc hi sinh, bởi vì trong khi 5 nước kia cật lực chống lại nước Tần, nước Tề suy yếu ở yên một bên, mới có thể an ổn hòa bình, chứ không hẳn là vì Quân vương hậu. Thậm chí, ông cho rằng việc Quân vương hậu nhường nhịn họ Doanh nước Tần, không chủ trương chi viện cho 5 nước kia, mới càng làm cho nhà Tần có cơ hội thống nhất.
Năm Tề vương Kiến thứ 16 (249 TCN), Quân vương hậu mất. Tộc nhân của bà là Hậu Thắng (后胜) lên chấp chính. Mà Hậu Thắng là một tham quan, nhận hối lộ của nước Tần không chi viện cho 5 nước kia, đến nỗi sau khi 5 nước diệt vong, nước Tề cũng nhanh chóng bị dẹp bỏ.

## Điển cố
Khi ấy, Tần Thủy Hoàng sai sứ giả đem một chiếc vòng ngọc liên hoàn sang nước Tề, nói rằng:"Người nước Tề xem chừng đều thực thông minh. Nhưng liệu có ai đủ khả năng phá giải chiếc vòng này không?". Quân vương hậu hỏi chúng khanh, ai nấy đều lắc đầu. Thế là, Quân vương hậu dùng một cây búa đem đập nát chiếc vòng, sau đó quay ra nói với sứ giả:"Đã phá giải xong rồi!". Câu chuyện này ghi trong Chiến Quốc sách, nhưng có lẽ nhầm lẫn, do khi Tần Thủy Hoàng đủ trưởng thành, thì bà đã qua đời rất lâu rồi. Bà qua đời năm Tề vương Kiến thứ 16, tương đương năm đầu Tần Trang Tương vương, phải rất lâu sau Tần Thủy Hoàng mới lên ngôi. Có lẽ nhân vật trong câu chuyện là Tần Trang Tương vương chăng.
Cũng trong Chiến Quốc sách, ghi lại một sự tích trước khi bà mất. Ấy là khi Quân vương hậu đang hấp hối, bà bèn dặn dò Tề vương Kiến:"Trong nhóm quần thần, nên có người giữ vai trò phụ chính giúp con". Tề vương Kiến thỉnh mẹ mình xin tên người ấy, thế là đem bút và cuộn thanh trúc đến cho Quân vương hậu ghi tên. Nhưng sau khi do dự một hồi, bà buông bút và nói:"Ta quên mất rồi".